# Анна-Карін Ольссон
Анна-Карін Ольссон (швед. Anna-Karin Olsson; нар. 10 травня 1967) — колишня шведська тенісистка.
Найвищу одиночну позицію світового рейтингу — 248 місце досягла 21 грудня 1986, парну — 123 місце — 29 серпня 1988 року.
Здобула 1 одиночний та 1 парний титул туру ITF.
Завершила кар'єру 1990 року.

## Фінали Туру WTA

### Парний розряд (0–1)
| Результат | Дата              | Турнір             | Рівень      | Покриття | Партнерка         | Суперниці                      | Рахунок       |
| --------- | ----------------- | ------------------ | ----------- | -------- | ----------------- | ------------------------------ | ------------- |
| Поразка   | Spanish Open 1988 | Барселона, Іспанія | Категорія 1 | Ґрунт    | Марія Хосе Льорка | Іва Бударжова Сандра Вассерман | 6–1, 3–6, 2–6 |

## Фінали ITF

### Одиночний розряд (1–1)
| Турніри $25,000 |
| Турніри $10,000 |

| Результат | Ранг | Дата           | Турнір              | Покриття | Суперниця у фіналі | Рахунок  |
| Поразка   | 1.   | 15 червня 1987 | Салерно, Італія     | Ґрунт    | Лаура Лапі         | 3–6, 2–6 |
| Перемога  | 2.   | 6 лютого 1989  | Ставангер, Норвегія | Тверде   | Нанне Дальман      | 6–3, 6–3 |

### Парний розряд (1-2)
| Результат | No | Дата            | Турнір              | Покриття | Партнерка         | Суперниці у фіналі              | Рахунок       |
| Поразка   | 1. | 15 липня 1985   | Бостад, Швеція      | Ґрунт    | Кароліна Карлссон | Марія Ліндстрем Елізабет Екблом | 4–6, 4–6      |
| Поразка   | 2. | 23 березня 1987 | Мельбурн, Австралія | Тверде   | Коллін Карні      | Луїс Філд Белінда Кордвелл      | 2–6, 6–3, 3-6 |
| Перемога  | 3. | 1 лютого 1988   | Tapiola, Фінляндія  | Тверде   | Тітія Вілмінк     | Jackie Joseph Інґрід Пельцер    | 6–3, 6–2      |